# Guttorm Berge
Pour les articles homonymes, voir Berge (homonymie).
Guttorm Berge, né le 19 avril 1929 à Vardal et mort le 13 mars 2004, est un skieur alpin norvégien.

## Palmarès

### Jeux olympiques d'hiver
| Épreuve / Édition         | Descente    | Slalom géant | Slalom      | Combiné                          |
| JO 1952 Oslo              | Non partant | 13e          | Bronze      | Épreuve inexistante à cette date |
| JO 1956 Cortina d'Ampezzo | Non partant | Abandon      | Disqualifié | Épreuve inexistante à cette date |

### Championnats du monde
| Épreuve / Édition         | Descente    | Slalom géant | Slalom      | Combiné                          |
| Mondiaux 1950 Aspen       | —           | 8e           | —           | Épreuve inexistante à cette date |
| JO 1952 Oslo              | Non partant | 13e          | Bronze      | Épreuve inexistante à cette date |
| Mondiaux 1954 Åre         | —           | —            | Disqualifié | —                                |
| JO 1956 Cortina d'Ampezzo | Non partant | Abandon      | Disqualifié | —                                |